# Robert Lundström
Robert Lundström (sinh ngày 1 tháng 11 năm 1989) là một cầu thủ bóng đá người Thụy Điển thi đấu cho AIK ở vị trí hậu vệ.